# 북위 경목제
북위 공종 경목황제 탁발황(北魏 恭宗 景穆皇帝 拓跋晃, 428년 ~ 451년 7월 29일(음력 6월 15일))은 중국 남북조 시대 북위의 추존 황제이다.

## 생애
아버지 태무제와 생모 하부인(賀夫人)의 장남으로 태어났으며 5세에 태자로 책봉되었다. 태무제가 남정을 하는 동안 친국을 맡았으나 이시기에 환관 종애에 의해 자신의 수하들이 처형당하자 병을 얻고 451년 병사하고 만다.
사후 아버지 태무제에 의해 경목태자(景穆太子)로 추증되었으며, 이후 그의 장자인 문성제가 즉위하자 경목황제로 다시 추존되었다.

실제로 재위하지는 않았으나 위서 제기와 북사 본기는 그의 시호를 표제로 하여 태무제와 문성제 사이의 시기를 다루고 있다.